# Kramfors (stad)
Kramfors is de hoofdstad van de gemeente Kramfors in het landschap Ångermanland en de provincie Västernorrlands län in Zweden. De stad heeft 6235 inwoners (2005) en een oppervlakte van 738 hectare. De plaats ligt aan de rivier de Ångermanälven, vlak bij de plaats waar deze uitmondt in de Botnische Golf. De stad is genoemd naar Johan Christoffer Kramm, die in 1742 een houtzagerij in de plaats oprichtte.

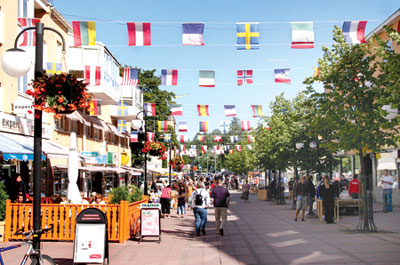
Centrum van Kramfors

## Verkeer en vervoer
Bij de stad loopt de Riksväg 90.
De stad heeft een station aan de spoorlijn Sundsvall - Långsele.
Ten noorden van de stad ligt de Luchthaven Kramfors.